# Amadou Diamouténé
Amadou Diamouténé (né le 3 novembre 1985 à Adiopodoumé) est un footballeur international malien.
Il évolue au poste d'arrière latéral gauche. Il est surnommé Diamou.

## Biographie
Il évolue de 2010 à 2013 à l'USM Alger, dans le championnat algérien. 